# FBI Academy

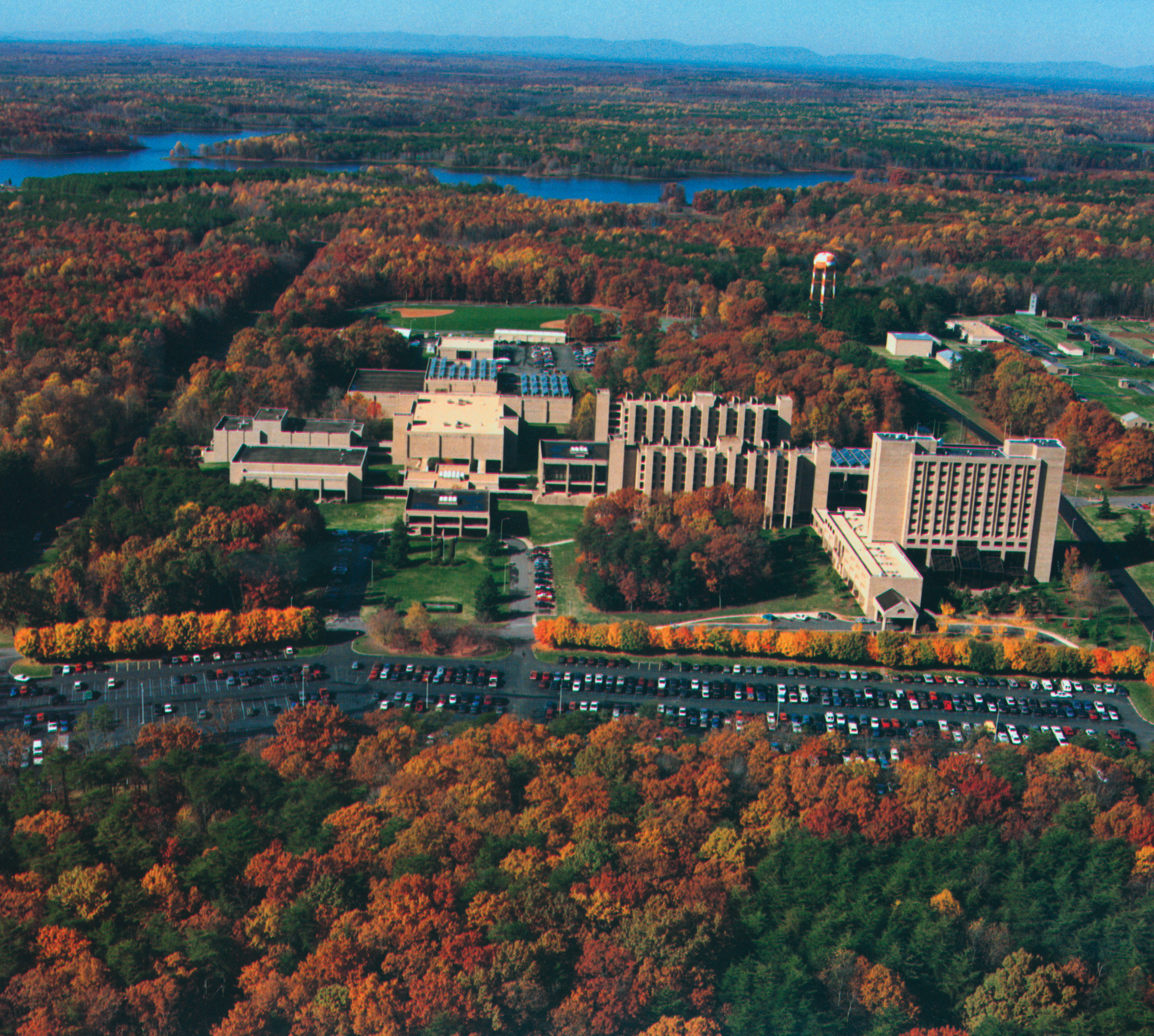
Huvudbyggnader vid FBI Academy i Quantico, Virginia.

FBI Academy är en utbildningsinstitution inom Federal Bureau of Investigation (FBI) vid vilken grundutbildning till specialagent sker. Vid FBI Academy, som sedan 1972 är belägen inne på området för Marine Corps Base Quantico i Virginia sydväst om Washington, D.C. sker även vidareutbildning och forskning.